# سارا موريرا
سارا موريرا (بالبرتغالية: Sara Moreira‏) هي عداءة مسافات طويلة برتغالية ولدت في يوم 17 أكتوبر 1985 سانتو تريسو في البرتغال، أبرز إنجازاتها هو فوزها بالميدالية الذهبية في بطولة أوروبا لألعاب القوى 2016 في أمستردام في سباق نصف الماراثون، كما حققت الميدالية الفضية في سباق 5000 متر في بطولة أوروبا لألعاب القوى 2010 في برشلونة والميدالية البرونزية في بطولة أوروبا لألعاب القوى 2010 في هلسنكي في نفس السباق.

## روابط خارجية
- سارا موريرا على موقع الاتحاد الدولي لألعاب القوى (الإنجليزية)
- سارا موريرا على موقع الاتحاد الأوروبي لألعاب القوى (الإنجليزية)
- سارا موريرا على موقع الدوري الماسي (الإنجليزية)
- سارا موريرا على موقع رابطة إحصائيات سباق الطريق (الإنجليزية)
- سارا موريرا على موقع اللجنة الأولمبية الدولية (الإنجليزية)
- سارا موريرا على موقع أوليمبيديا (الإنجليزية)